# Sebastian Lehmann (Eishockeyspieler)
Sebastian Lehmann (* 26. Februar 1985 in Salzgitter) ist ein deutscher Eishockeyspieler, der ab der Saison 2015/2016 bei den EC Hannover Indians in der Oberliga Nord spielen wird. Er schießt links und agiert auf der Position des Stürmers.

## Karriere
Sebastian Lehmann begann seine Karriere 2002 bei den Salzgitter Phantoms in der Regionalliga Nord. Nach der Einstellung des Spielbetriebs der Mannschaft verpflichteten ihn zur Saison 2003/04 die Nachwuchsmannschaft der Grizzly Adams Wolfsburg. Nach einem Jahr wechselte Lehmann zu den Hannover Indians, für die er weitere drei Jahre auflief. Die Saison 2007/08 verbrachte der Stürmer bei den Roten Teufel Bad Nauheim, bei denen er sich als punktbester Scorer auszeichnen durfte.
In der Saison 2008/09 spielte Lehmann beim ETC Crimmitschau in der 2. Bundesliga und wurde Anfang 2009 von den Starbulls Rosenheim im Rahmen einer Förderlizenz mit dem sächsischen Bundesligisten verpflichtet.
Nachdem er nach der Saison 2008/09 keinen Verein hatte, wechselte Lehmann zu den Blue Lions Leipzig. In der Saison 2010/11 stand Sebastian Lehmann bei den Saale Bulls Halle unter Vertrag. Ab der Saison 2012/13 spielt er für den VER Selb.

## Karrierestatistik
(Legende zur Spielerstatistik: Sp oder GP = absolvierte Spiele; T oder G = erzielte Tore; V oder A = erzielte Assists; Pkt oder Pts = erzielte Scorerpunkte; SM oder PIM = erhaltene Strafminuten; +/− = Plus/Minus-Bilanz; PP = erzielte Überzahltore; SH = erzielte Unterzahltore; GW = erzielte Siegtore; 1 Play-downs/Relegation; Kursiv: Statistik nicht vollständig)